# Stanisław Łepkowski
Stanisław Kostka Łepkowski (ur. 15 października 1892 w Krakowie, zm. 15 sierpnia 1961 w Pretorii) – polski prawnik (doktor praw), dyplomata, szef Kancelarii Cywilnej Prezydenta RP (1936–1940).

## Życiorys
Urodził się w rodzinie Karola i Wandy z Oświecimskich. Uzyskał stopień naukowy doktora na Uniwersytecie Jagiellońskim, ukończył następnie Akademię Eksportową w Wiedniu. W kwietniu 1919 wstąpił do służby dyplomatycznej II Rzeczypospolitej, został drugim sekretarzem w Konsulacie Generalnym RP w Nowym Jorku, od kwietnia do sierpnia 1920 pełnił tę funkcję w konsulacie RP w Chicago.
2 sierpnia 1920 skierowany do Kancelarii Cywilnej Naczelnika Państwa, w której pracował do 1 lipca 1923, do 6 maja 1921 był adiutantem Józefa Piłsudskiego. 1 lipca 1923 przydzielony do Komisariatu Generalnego RP w Wolnym Mieście Gdańsku jako sekretarz legacyjny, następnie na tej samej funkcji w Poselstwie RP w Moskwie. W latach 1926–1927 zastępca naczelnika wydziału w Departamencie Polityczno-Ekonomicznym Ministerstwa Spraw Zagranicznych. 1 listopada 1927 przydzielony do Poselstwa RP w Waszyngtonie, awansowany na radcę poselstwa I klasy, a następnie 19 lutego 1930 na radcę ambasady.
W 1931 poślubił w Warszawie Zofię Szmidecką.
22 maja 1931 mianowany posłem RP w Budapeszcie, funkcję pełnił do 15 maja 1936. Od połowy 1936 do 1939 był szefem Kancelarii Cywilnej Prezydenta RP Ignacego Mościckiego.
Podczas II wojny światowej szef Kancelarii Cywilnej Prezydenta RP Władysława Raczkiewicza w Angers i Londynie do października 1940. Na przełomie kwietnia i maja 1940 doprowadził do złagodzenia projektu rządowej komisji ds. zbadania odpowiedzialności za klęskę wrześniową 1939 (tzw. komisji Winiarskiego), usuwając m.in. zapis o karalności odmowy składania zeznań, co spotkało się z krytyką ministrów Jana Stańczyka, Stanisława Kota i Karola Popiela oraz z poparciem gen. Kazimierza Sosnkowskiego. Po klęsce Francji i przybyciu do Londynu zorganizował w porozumieniu z prezydentem nieudane przesilenie rządowe przeciwko premierowi gen. Władysławowi Sikorskiemu, w rezultacie czego złożył 19 lipca 1940 dymisję, sprawując obowiązki do czasu objęcia urzędu przez następcę, Stefana Lalickiego. Następnie konsul generalny RP w Pretorii.
Po wojnie pozostał w Związku Południowej Afryki, gdzie zmarł.

## Ordery i odznaczenia
- Krzyż Oficerski Orderu Odrodzenia Polski (10 listopada 1928)[5]
- Złoty Krzyż Zasługi
- Medal Dziesięciolecia Odzyskanej Niepodległości
- Krzyż Wielki Orderu Zasługi (Węgry)[6]
- Krzyż Komandorski Orderu Świętego Sawy (Jugosławia)
- Krzyż Kawalerski Orderu Legii Honorowej (Francja)